# پیکرینگتون (اوهایو)
پیکرینگتون(به انگلیسی: Pickerington) شهری در ایالت اوهایو کشور ایالات متحده آمریکا است که جمعیت آن در سرشماری سال ۲۰۱۰ میلادی، ۱۸٬۲۹۱ نفر بوده‌است.